# Lerbach (Osterode am Harz)

Niederschlagsdiagramm

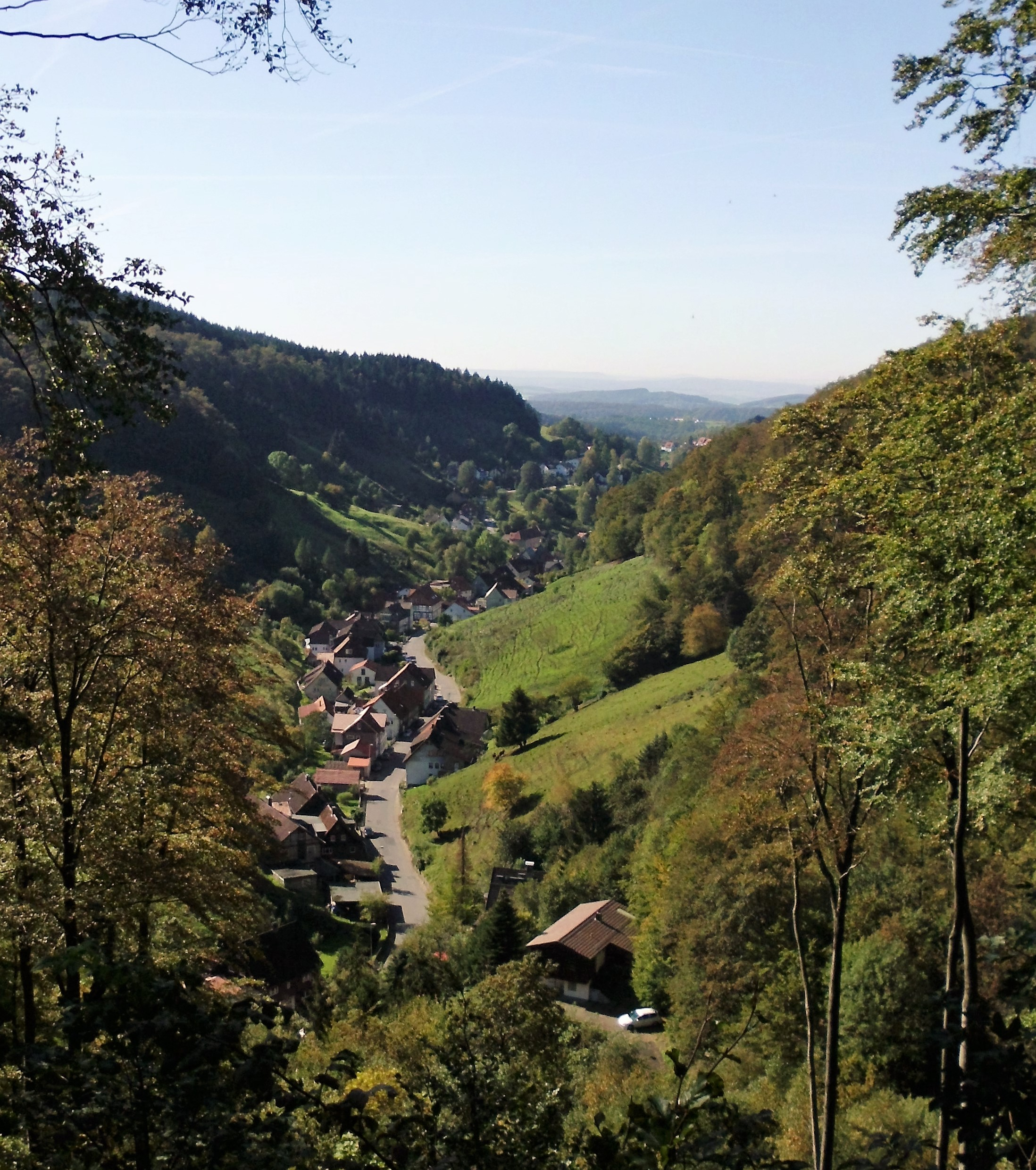
Blick vom Aussichtspunkt Klaras Höhe auf Lerbach

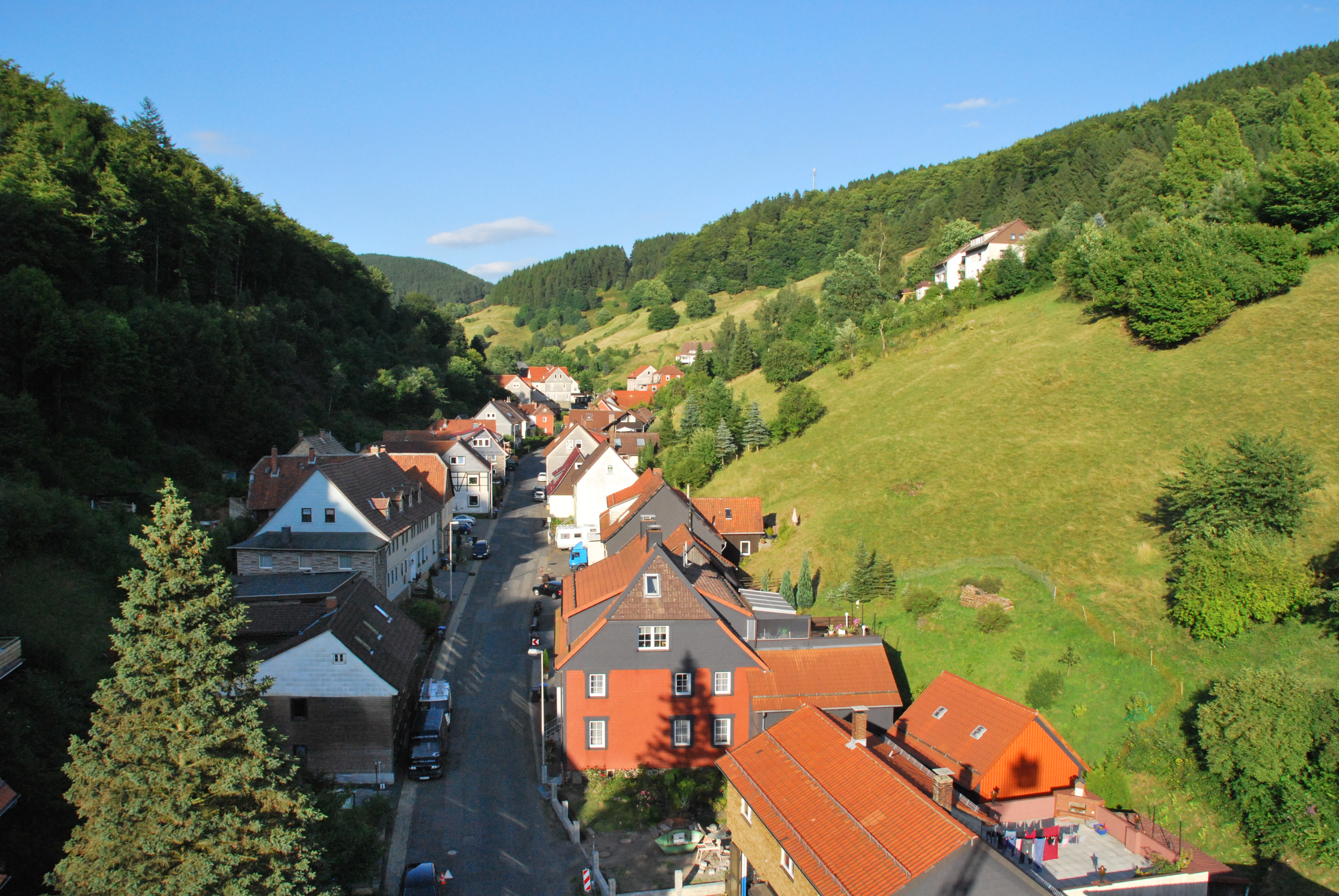
Das Lerbacher Mitteldorf Blickrichtung Nordost

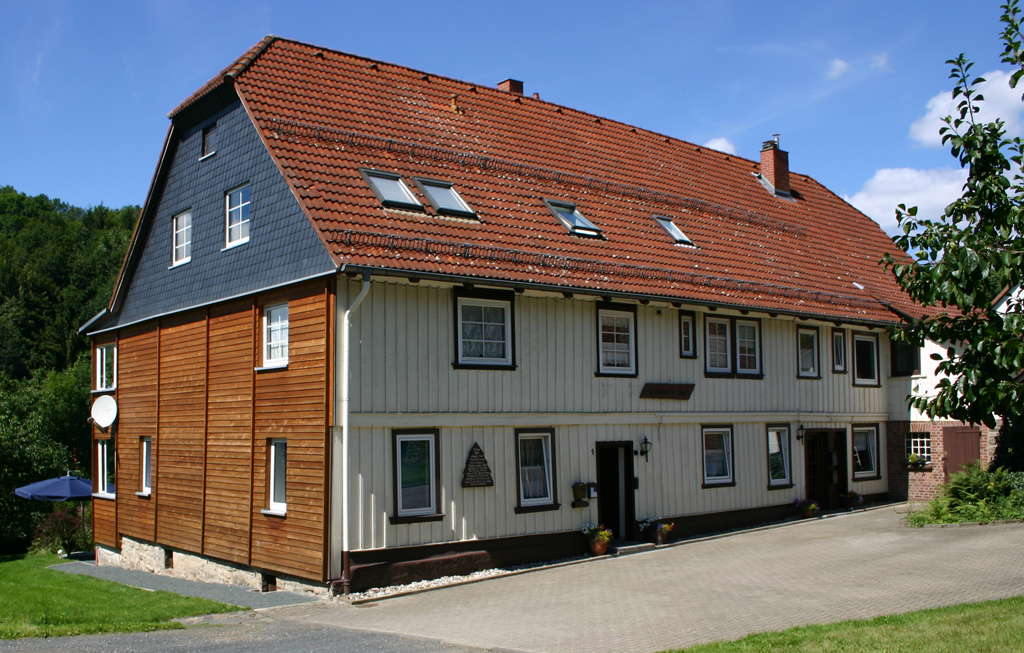
Typisches Wohnhaus in Lerbach

Lerbach ist ein Tal- und Straßendorf im Oberharz und Ortsteil der ehemaligen Kreisstadt Osterode am Harz im Landkreis Göttingen in Südniedersachsen, Deutschland.
Bis zur Gebietsreform 1972 stellte das Dorf eine selbständige Gemeinde dar. Heute zählt der Ort 780 Einwohner.

## Geographie

### Lage
Lerbach liegt im Oberharz im Naturpark Harz. Es befindet sich etwa 4 km nordöstlich von Osterode am Harz in Richtung Clausthal-Zellerfeld auf etwa 300 bis 400 m ü. NN. Durch das Dorf fließt der Söse-Zufluss Lerbach.
Nordwestlich führt die Bundesstraße 241 an Lerbach vorbei, von der die Kreisstraße 26 südwestlich der Ortschaft abzweigt und auf etwa 3 km Länge als Friedrich-Ebert-Straße durch den Ort führt, um etwas nordöstlich davon wieder auf die B 241 zu treffen. Von dieser Ortsdurchfahrt zweigen beidseitig Nebenstraßen zu den höher gelegenen Ortslagen ab. Oberhalb der Ortschaft verläuft die Rote Sohle, die Teil des Fernwanderweges Harzer Hexenstieg ist. Auch der Harzer Försterstieg führt durch Lerbach.

### Klima
Der Jahresniederschlag beträgt 1106 mm und liegt damit im oberen Drittel der von den Messstellen des Deutschen Wetterdienstes erfassten Werte. Über 87 % zeigen niedrigere Werte an. Der trockenste Monat ist der Februar; den meisten Niederschlag, in Form von Schnee, gibt es im Dezember. Im Dezember fällt ca. 1,6mal mehr Niederschlag, als im trockensten Monat. Die jahreszeitlichen Niederschlagschwankungen liegen im oberen Drittel. In 71 % aller Orte schwankt der monatliche Niederschlag weniger.
|                   | Jan | Feb | Mär | Apr | Mai | Jun | Jul | Aug | Sep | Okt | Nov | Dez |   |      |
|                   |     |     |     |     |     |     |     |     |     |     |     |     |   |      |
| Niederschlag (mm) | 104 | 73  | 91  | 69  | 75  | 102 | 100 | 97  | 95  | 84  | 101 | 115 | Σ | 1106 |

|  |

|  |

|  |

|  |

|  |

|  |

|  |

|  |

|  |

|  |

|  |

|  |

|  |

|  |

|  |

|  |

|  |

|  |

|  |

|  |

|  |

|  |

|  |

|  |

## Geschichte
Lerbach erhielt seinen Namen vom Fluss Lerbach, der entlang des Dorfes durch das Tal fließt. Er entstammt einer Sage, nach der ein Ritter auf dem Weg nach Clausthal sein Pferd mit Wasser vom Fluss tränken wollte. Durch eine Dürre war dieser jedoch ausgetrocknet, woraufhin er beim Aufstieg zurück auf den Berg gesagt haben soll: „Ei du verdammter leerer Bach!“. Die Namensherkunft findet sich noch heute im Ortswappen abgebildet.
Die erste Besiedlung des Lerbachtals erfolgte etwa um das Jahr 1530. Lerbach wird in alten Aufzeichnungen oft Bergdorf genannt, die Bezeichnung „Berg“ bezieht sich jedoch nicht auf die Harzberge, sondern auf Bergwerke. 1551 wird eine Hammerhütte (Schmiede) im Oberdorf erstmals urkundlich erwähnt. Vorkommen von Roteisenstein veranlassten Eisensteinbergleute und Hüttenleute, zuerst im Bremketal und wegen des größeren Wasseraufkommens im Lerbachtal Häuser zu bauen. Die Bergleute arbeiten als Eigenlehner also auf eigenen Lohn. Die ausgedehnten Wälder und Forsten des Oberharzes ermöglichten auch Köhlerei und Forstwirtschaft, welche vor allem für den Bedarf des Bergbaus eingesetzt wurden.
Von 1617 bis 1823 unterstand Lerbach der Aufsicht des Berg- und Forstamts Clausthal, war bis 1728 eine Tochtergemeinde von St. Aegidien in Osterode und erhielt später einen eigenen Pfarrer, Kirche und Friedhof. 1737 hatte Lerbach 525 Einwohner und 76 Wohnhäuser. 1789 wurde eine Eisenhütte mit Hochofen erbaut.
Der Verkehr mit Pferd und Wagen führte auf der alten Harzstraße als wichtigste Verbindung über den Westharz von Osterode nach Goslar an Lerbach vorbei. Erst 1844 erhielt der Ort, der bis dahin über das Bachbett befahren wurde, eine Dorfstraße. 1859 zählte man 123 Häuser und 1659 Einwohner.
Der Hochofenbetrieb der Lerbacher Hütte wurde im Jahr 1867 eingestellt. Bis 1888 betrieb die Hütte eine Gießerei. Ihre Hauptaufgabe bestand in der Versorgung der Oberharzer Berg- und Hüttenwerke mit Maschinenguss, Öfen und anderen Gusswaren. 1872 beschäftigte das Hüttenamt 190 und im Jahr 1912 133 Arbeiter. Neben der Gießerei bestand ein Emaillierwerk und eine Maschinenfabrik. 1931 wurde der Betrieb eingestellt.
In der zweiten Hälfte des 19. Jahrhunderts kam der Eisensteinbergbau im Harz zum Erliegen. Durch die Verwendung von Steinkohle ging die Nachfrage nach durch Köhlerei erzeugte Holzkohle stark zurück, so dass die Kohlenmeiler in den Wäldern unwirtschaftlich wurden und ihr Betrieb eingestellt wurde.
Aus einer früheren Begräbniskasse wurde 1820 eine Privat-Sparkasse gegründet, die bis 2006 bestand und bis dahin die älteste noch existierende Genossenschaftsbank Deutschlands darstellte.
Um 1840 wohnen 1312 Menschen in 105 in Fachwerkbauweise gebauten Häusern, die ausnahmslos mit Holzschindeln gedeckt waren.
Um 1850 erkannten Mediziner, dass sich die Lage Lerbachs gut für die Einrichtung eines Badeorts und Luftkurortes eignete. 1874 legte ein Badekomitee die Grundlage für den Fremdenverkehr. 1888 übernahm der Harzklub-Zweigverein die Betreuung von Wegen und Pavillons. 1897 wurde oberhalb der Kuckholzklippe der Aussichtsturm Kuckholzklippe errichtet. Im Jahr 1900 zählte man 205 Kurgäste und 1520 Einwohner. 1931 wurde ein Freibad errichtet, das aufgrund gesunkener Besucherzahlen im Jahr 2008 geschlossen wurde. Ab 2012 wurde das Schwimmbecken zurückgebaut und es entstand an dieser Stelle ein Naturerlebnispark. Im Winter steht ein Skilift zur Verfügung. Bis 2010 war Lerbach Erholungsort.
1968 wurde als Teil der Bundesstraße 241 eine Umgehungsstraße gebaut, die im Lerbachtal oberhalb an der Ortschaft vorbeiführt. Bis dahin führte die Bundesstraße durch das Dorf hindurch. Im Rahmen der Gemeindegebietsreform wurde Lerbach am 1. Juli 1972 in die Stadt Osterode eingemeindet. Wegen seiner bis dahin bestehenden Zugehörigkeit zum Landkreis Zellerfeld wird er heute oft als Lerbach im Oberharz bezeichnet.
| Altersstruktur in Lerbach |       |       |        |         |         |       |
| Alter                     | 0–3 J | 4–6 J | 7–15 J | 16–18 J | 19–65 J | 65+ J |
| Einwohner                 | 21    | 21    | 65     | 25      | 628     | 268   |

## Politik

### Ortsrat
Der Ortsrat besteht aus neun Ratsfrauen und Ratsherren, einschließlich des ehrenamtlichen Bürgermeisters.
Nach der Kommunalwahl am 12. September 2021 ergab sich folgende Sitzverteilung (Veränderungen zu 2016):
- CDU: 5 Sitze (+1)
- SPD: 4 Sitze (−3)

### Ortsbürgermeister
Ortsbürgermeister ist Olivier Kutscher (CDU).

### Wappen
Blasonierung: „Auf Grün ein Ritter zu Pferd; im Schildfuß eine rote Wellenlinie.“

## Wirtschaft und Infrastruktur

### Unternehmen
Im südlichen Teil Lerbachs unterhalb des Hüttenteiches haben sich einige Industriebetriebe niedergelassen, nachdem der Hüttenbetrieb 1931 aufgegeben wurde. KKT Frölich begann in Lerbach im Jahr 1932 und stellt Produkte aus Gummi und Silikon her. Zuelch Industrial Coatings, ein Hersteller von Farben und Lacken, bezog 1985 die neue Fabrik in Lerbach, nachdem sich das Unternehmen 1959 in Osterode angesiedelt hatte. Das 1961 gegründete Unternehmen Eisenhuth ist ein Hersteller von Werkzeugen, Brennstoffzellen und Kunststoffteilen im Spritzgussverfahren. Hoff-Kaffeesysteme stellt Kaffee- und Verpflegungsautomaten her.
Im Bereich Touristik ist ein Hotel mit Saalbetrieb angesiedelt und ein Campingplatz mit Restaurant. Private Vermieter bieten Ferienwohnungen an.

### Verkehr

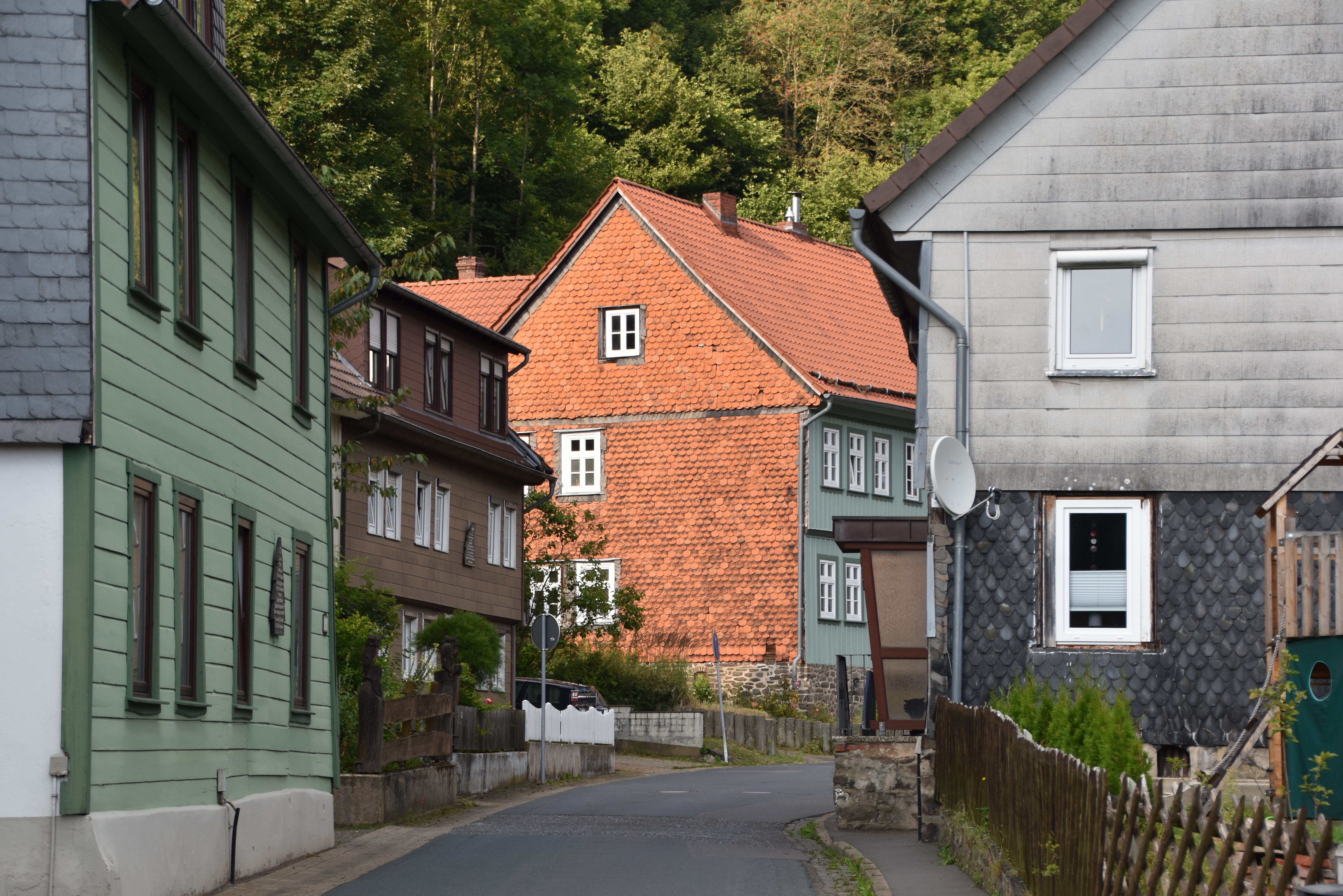
Kreisstraße 26, die Hauptstraße von Lerbach

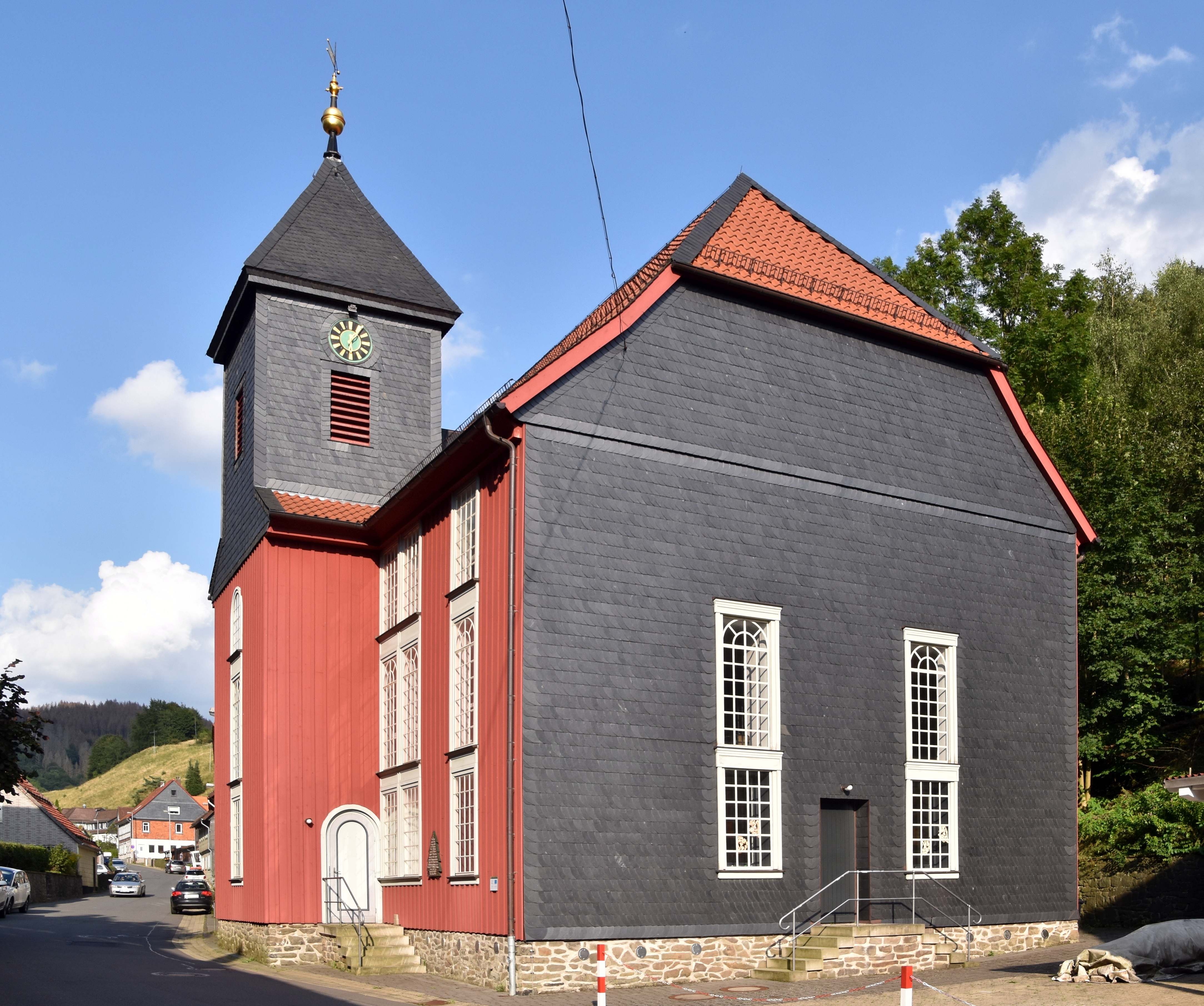
Ev. Kirche

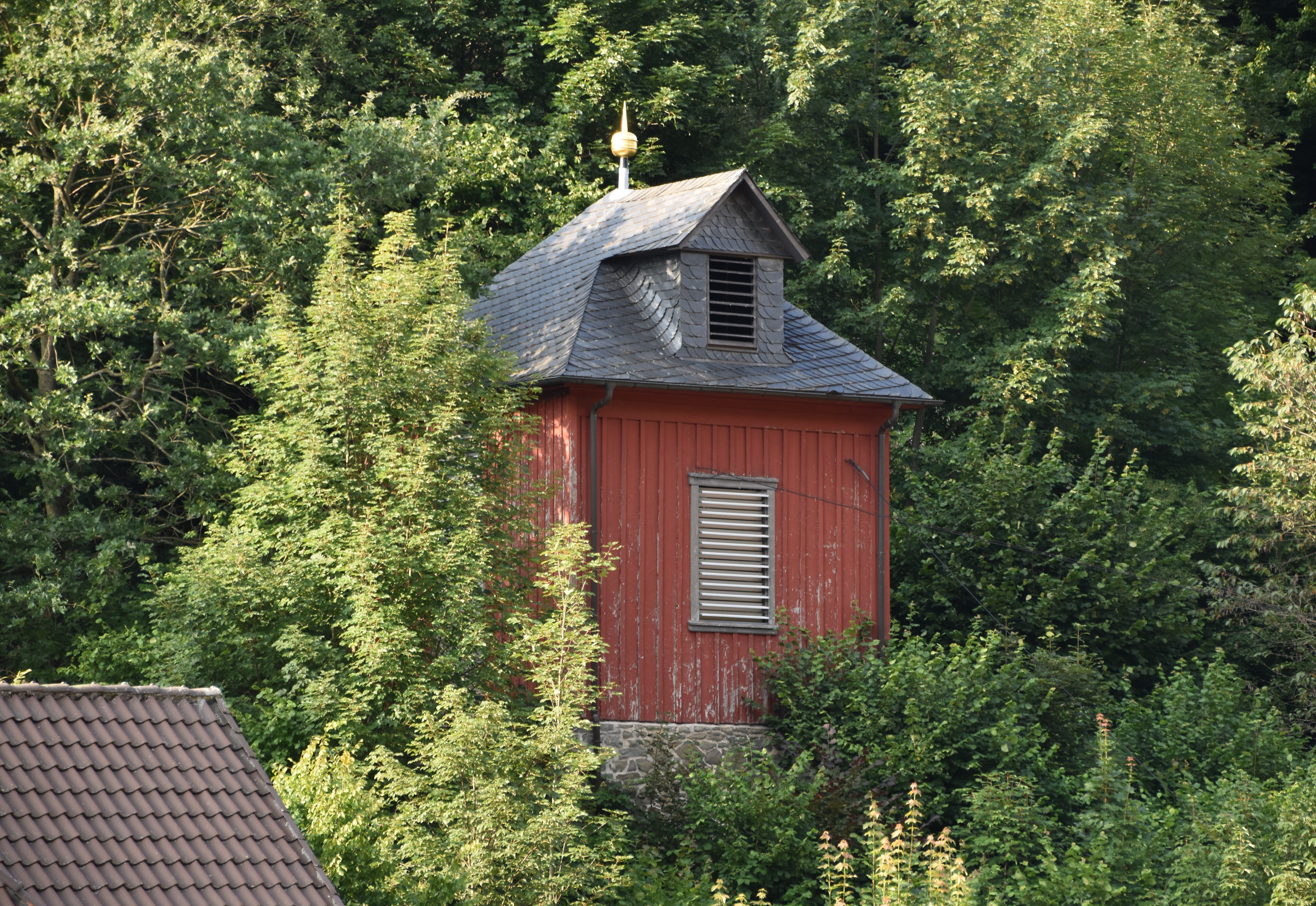
Glockenturm

Durch Lerbach führt die K 26, die an beiden Enden des Ortes in die zwei- bis vierspurig ausgebaute B 241 mündet.
Der Linienbusverkehr in Lerbach wird von der Regionalbus Braunschweig GmbH – Südniedersachsenbus durchgeführt. Mehrmals täglich ist Lerbach von Osterode und Clausthal-Zellerfeld aus mit Bussen erreichbar.

### Bildung
- Grundschule am Schwarzenberg (bis 2012)

### Sehenswürdigkeiten
- Die evangelische Kirche wurde 1728 erbaut und 1784 sowie 1823 auf die heutige Größe erweitert.[15] 2011 wurde sie umfassend renoviert.
- Der hölzerne Glockenturm wurde 1837 auf einem Sockel aus Bruchsteinen erbaut. Die beiden Bronzeglocken wurden 1974 eingesetzt und haben ein Gewicht von 850 und 650 kg.[16]

## Persönlichkeiten

### Söhne und Töchter des Ortes
- Wilhelm Kolle (1868–1935), Hygieniker und Bakteriologe, Vater von Kurt und Helmut Kolle sowie Großvater von Oswalt Kolle
- Heinrich Trull (1924–1996), Marineoffizier und Pädagoge

### Persönlichkeiten, die vor Ort gewirkt haben
- Heinrich Pröhle (1822–1895), Professor, Lehrer und Schriftsteller

## Sonstiges
- Lerbachit (Hg,Pb)Se, ein Gemenge von Clausthalit und Tiemannit, wurde typlokal nach dem Ort benannt.[17]